# Distrito de Panevėžys
El distrito de Panevėžys (lituano: Panevėžio rajono savivaldybė) es un municipio-distrito lituano perteneciente a la provincia de Panevėžys.
En 2011 tiene 39 011 habitantes. La capital municipal es la también capital provincial Panevėžys, que no forma parte del municipio-distrito y está constituida como un municipio-ciudad aparte.
Abarca las áreas rurales que rodean a la capital provincial Panevėžys, que está enclavada dentro del término municipal.

## Subdivisiones
Se divide en doce seniūnijos (entre paréntesis la localidad principal):
- Seniūnija de Karsakiškis (Karsakiškis)
- Seniūnija de Krekenava (Krekenava)
- Seniūnija de Miežiškiai (Miežiškiai)
- Seniūnija de Naujamiestis (Naujamiestis)
- Seniūnija de Paįstrys (Paįstrys)
- Seniūnija de Panevėžis (Panevėžys)
- Seniūnija de Raguva (Raguva)
- Seniūnija de Ramygala (Ramygala)
- Seniūnija de Smilgiai (Smilgiai)
- Seniūnija de Upytė (Upytė)
- Seniūnija de Vadokliai (Vadokliai)
- Seniūnija de Velžys (Panevėžys)